# Symmetrischer Operator
Ein symmetrischer oder auch formal selbstadjungierter Operator ist ein Objekt aus der Mathematik. Ein solcher linearer Operator wird insbesondere in der Funktionalanalysis im Kontext unbeschränkter Operatoren betrachtet. Denn ein beschränkter symmetrischer Operator ist ein selbstadjungierter Operator.
In vielen Anwendungen werden Operatoren berücksichtigt, die unbeschränkt sind. Beispiele hierfür sind die Impuls- und Hamilton-Operatoren in der Quantenmechanik sowie viele lineare Differentialoperatoren. Bei unbeschränkten Differentialoperatoren, die für beschränkte Domänen definiert sind, ist es von der Wahl der Randbedingungen abhängig, ob ein symmetrischer Differentialoperator auch wesentlich selbstadjungiert oder sogar selbstadjungiert ist.

## Definition
Sei {\displaystyle H} ein Hilbertraum. Ein linearer Operator {\displaystyle T\colon D(T)\to H} heißt symmetrisch, falls
{\displaystyle \langle Ty,x\rangle =\langle y,Tx\rangle }
für alle {\displaystyle x,\,y\in D(T)} gilt. Mit {\displaystyle D(T)\subset H} wird der Definitionsbereich von {\displaystyle T} bezeichnet.
In der Definition wurde nicht gefordert, dass ein symmetrischer Operator dicht definiert sein muss. Jedoch gibt es erst einen zu {\displaystyle T} adjungierten Operator, wenn {\displaystyle T} dicht definiert ist. Daher ist die Definition des symmetrischen Operators in der Literatur in diesem Punkt nicht einheitlich.

## Eigenschaften
- Ein linearer Operator {\displaystyle T} ist genau dann symmetrisch, wenn {\displaystyle T\subseteq T^{*}} gilt.[1][2]

- Für beschränkte lineare Operatoren fallen die Begriffe selbstadjungiert und symmetrisch zusammen. Daher sind symmetrische, nicht selbstadjungierte Operatoren immer unbeschränkt. Außerdem besagt der Satz von Hellinger-Toeplitz, dass jeder symmetrische Operator, der auf dem kompletten Hilbertraum definiert ist, stetig und damit selbstadjungiert ist.

- Halbbeschränkte Operatoren sind auch symmetrisch. Erfüllt ein halbbeschränkter Operator {\displaystyle T} eine der Ungleichungen

{\displaystyle \langle Tx,x\rangle \leq C\|x\|^{2}} oder {\displaystyle \langle Tx,x\rangle \geq C\|x\|^{2}}
dann ist er sogar selbstadjungiert.
- Im Gegensatz zu den selbstadjungierten Operatoren können symmetrische Operatoren auch nicht reelle Eigenwerte haben.[5]

## Beispiel
Sei {\displaystyle D} der Funktionenraum der absolut stetigen Funktionen {\displaystyle f} auf {\displaystyle [0,1]}, die auf dem Rand verschwinden – also für die {\displaystyle f(0)=f(1)=0} gilt. Da der Raum der absolut stetigen Funktionen über einem Kompaktum isomorph zum entsprechenden Sobolev-Raum {\displaystyle W^{1,1}} ist, kann der zuvor definierte Raum {\displaystyle D} als Sobolev-Raum {\displaystyle W_{0}^{1,1}([0,1])} mit Nullrandbedingung verstanden werden. Betrachte nun den Differentialoperator
{\displaystyle i{\frac {\mathrm {d} }{\mathrm {d} t}}\colon D\to L^{2}([0,1])}
in den Hilbertraum der quadratintegrierbaren Funktionen {\displaystyle L^{2}([0,1])}. Dieser ist symmetrisch bezüglich des komplexen {\displaystyle L^{2}}-Skalarproduktes. Dies kann mittels partieller Integration gezeigt werden. Jedoch ist {\displaystyle i{\tfrac {\mathrm {d} }{\mathrm {d} t}}\colon D\to L^{2}([0,1])} nicht selbstadjungiert, da der zu {\displaystyle i{\tfrac {\mathrm {d} }{\mathrm {d} t}}} adjungierte Operator per Definition den maximalen Definitionsbereich hat, daher gilt für den adjungierten Operator
{\displaystyle \left(i{\frac {\mathrm {d} }{\mathrm {d} t}}\right)^{*}\colon W^{1,1}([0,1])\to L^{2}([0,1])}.
Hier erfüllen die Funktionen im Definitionsbereich von {\displaystyle \left(i{\tfrac {\mathrm {d} }{\mathrm {d} t}}\right)^{*}} nicht mehr die Nullrandbedingung. Eine andere Wahl der Randbedingung von {\displaystyle i{\tfrac {\mathrm {d} }{\mathrm {d} t}}} kann diesen zu einem selbstadjungierten Operatoren machen.